# Hamarøy
Hamarøy (en noruec) o Hábmer (en sami de Lule) és un municipi situat al comtat de Nordland, Noruega. Té 1,801 habitants (2018) i la seva superfície és de 1,029.95 km². El centre administratiu del municipi és el poble d'Oppeid. Els altres pobles de Hamarøy/Hábmer són Innhavet, Karlsøy, Presteid, Skutvika, Tømmerneset, Tranøy, i Ulvsvåg.